# Lepilemur mittermeieri
Lepilemur mittermeieri (Лепілемур Мітермаєра) — вид приматів родини лепілемурових (Lepilemuridae). Назва вшановує американського приматолога Расела Мітермеєра.

## Зовнішній вигляд
Порівняно невеликі примати з округлою головою з великими очима і довгими, потужними задніми ногами. Шерсть сіро-бура або червонувато-коричнева. Вони схожі на  Lepilemur dorsalis і Lepilemur sahamalazensis, що живуть в тому ж районі. Вони відрізняються каріотипом і числом хромосом (2n = 24).

## Поширення
Цей вид відомий тільки з півострова Ампасіндава на північному заході Мадагаскару. Це житель тропічних сухих листяних первинних і вторинних лісів.

## Поведінка
Вони, як і всі лепілемури ведуть нічний спосіб життя і, швидше за все, харчуються рослинним матеріалом, таким як листя. В іншому, нічого не відомо про їх спосіб життя.

## Загрози
Цей вид знаходиться під загрозою втрати місця існування і деградації від нестійких методів ведення сільського господарства, виробництва деревного вугілля (особливо проблеми є на півострові Ампасіндава), а також нестійких рівнів полювання. Не відомо, чи живе в охоронних територіях.